# Emanuel Vardi
Emanuel Vardi (Jerusalém, 21 de abril de 1915 - North Bend, Estados Unidos, 29 de janeiro de 2011) foi um violista norte-americano (de origem israelense), considerado um dos violistas mais importantes do século XX.